# Polina Szergejevna Gagarina
Polina Szergejevna Gagarina (Szaratov, Szovjetunió, 1987. március 27. –) orosz énekesnő, dalszerző, színésznő és modell. Ő képviselte Oroszországot a 2015-ös Eurovíziós Dalfesztiválon, Bécsben az A Million Voices című dalával. A döntőben 303 pontot sikerült összegyűjtenie, így a második helyezést érte el.

## Zenei pályafutása
2003-ban részt vett a Star Factory című tehetségkutató második évadjában, amit végül meg is nyert. 2005-ben a Lettországban megrendezett New Wave Nemzetközi Énekversenyen harmadik helyezést ért el.
2015. március 11-én bejelentették, hogy ő fogja képviselni Oroszországot a 60. Eurovíziós Dalfesztiválon, Ausztria fővárosában, Bécsben.

## Magánélete
1987. március 27-én, Szaratovban született. Első osztályos koráig Görögországban éltek, édesanyja ui. hivatásos táncosnő volt és szerződése ezt lehetővé tette. Apja 1993-ban bekövetkezett halála után visszaköltöztek Oroszországba, de aztán sürgősen visszatértek görög földre és Athénban telepedtek le. Polina iskoláit mégis szaratovi nagyanyjánál lakva fejezte be.
2007. augusztus 25-én összeházasodott Pjotr Kiszlov, orosz színésszel. 2007. október 14-én megszületett közös gyermekük, Andrej. A pár 2010 márciusában elvált.
2014. szeptember 9. óta Dmitrij Iszhakov fotóművész felesége.

## Diszkográfia

### Szólóalbumok
- Poproszi u oblakov (2007)
- O szebe (2010)

### Kislemezek
| Év   | Cím                                            | Album                  |
| ---- | ---------------------------------------------- | ---------------------- |
| 2005 | Kolibelnaja                                    | Poproszi u oblakov     |
| 2006 | Ja tvoja                                       | Poproszi u oblakov     |
| 2007 | Ja tyebja nye proscsu nyikogda                 | Poproszi u oblakov     |
| 2007 | Ljubov pod szolncem                            | O szebe                |
| 2008 | Ggye-to zsivjot ljubov                         | O szebe                |
| 2008 | Komu, zacsem? (Irina Dubcova közreműködésével) | O szebe                |
| 2009 | Propagyi vszjo                                 | O szebe                |
| 2010 | Ja obescsaju                                   |                        |
| 2011 | Oszkolki                                       |                        |
| 2012 | Szpektakl okoncsen                             |                        |
| 2012 | Nyet                                           |                        |
| 2013 | Navek                                          |                        |
| 2014 | Sagaj                                          |                        |
| 2015 | A Million Voices                               | Nem jelent meg albumon |